# Jan Horodeński
Jan Józef (Horodeński, Horodyński) Hordyński (ur. ok. 1785 roku w obw. stryjskim lub 1792 roku w Lublinie, zm. 25 czerwca 1840 roku na Syberii) – weteran wojen napoleońskich, uczestnik powstania listopadowego.

## Życiorys
Karierę wojskową rozpoczął w 1812 roku w czasie kampanii napoleońskich. Po upadku Napoleona wszedł w szeregi armii Królestwa Kongresowego. 2 grudnia 1822 roku z powodów zdrowotnych otrzymał dymisję w stopniu porucznika.
W powstaniu walczył w stopniu majora w 10 pułku ułanów. Został jego dowódcą. Podlegał generałom: Giełgudowi i Rohlandowi. 15 lipca 1831 roku wraz z korpusem wkroczył na teren Królestwa Prus. Prusacy internowali go w Packemonie i Langallen.
Po zwolnieniu z internowania udał się na emigrację. Najpierw wyruszył do Ameryki. 3 października 1832 roku przybył do Paryża. W lutym 1833 roku wyjechał do Drezna. Chciał wziąć udział w wyprawie Zaliwskiego. Jednak został aresztowany w trakcie podróży w Nancy. Władze francuskie wysłały go do Bourges. W 1833 roku ponownie zamieszkał w stolicy Francji.
Mieszkając w Paryżu cały czas pragnął powrócić do ojczyzny. W końcu przybył w okolice Białegostoku. Chciał organizować tu partyzantkę. W 1834 roku trafił w ręce Rosjan. Osadzili go oni w Grodnie. W listopadzie 1834 roku składał zeznania. 30 listopada 1834 komisja śledcza przekazała go do okr. białostockiego dla wyjaśnienia sprawy oraz ukarania. Został skazany na ciężkie roboty na Syberii. Karę odbywał w Telmieńskiej fabryce około 60 wiorst od Irkucka. Podczas zsyłki zmarł.